# 2347 Віната
2347 Віната (2347 Vinata) — астероїд головного поясу, відкритий 7 жовтня 1936 року.
Тіссеранів параметр щодо Юпітера — 3,151.